# Kriegerdenkmal Schönburg
Das Kriegerdenkmal Schönburg ist ein denkmalgeschütztes Kriegerdenkmal der Gemeinde Schönburg in Sachsen-Anhalt. Im örtlichen Denkmalverzeichnis ist die Gedenkstätte unter der Erfassungsnummer 094 95669 als Baudenkmal verzeichnet.
Das Kriegerdenkmal von Schönburg steht auf einem kleinen Platz an der Schönburger Hauptstraße. Es handelt sich bei dem Kriegerdenkmal um eine Stele aus roten Porphyr auf einem quadratischen Sockel. Die Vorderseite der Stele ist mit einem Eisernen Kreuz verziert. Sie wurde zum Gedenken an die Gefallenen des Ersten Weltkriegs errichtet und trägt die Inschrift Treu und tapfer bis in den Tod Vergiß die treuen Toten nicht! Ihren im Weltkrieg 1914 - 1918 gefallenen Helden zur Ehre zum Gedenken gewidmet Gemeinde Schönburg.

## Quelle
- Kriegerdenkmal Schönburg, abgerufen am 22. September 2017.